# Guillermo Martínez Ayala
Guillermo Martínez Ayala (Celaya, 15 marzo 1995) è un calciatore messicano, attaccante del Pumas UNAM.

## Caratteristiche tecniche
È un centravanti.

## Carriera

### Nazionale
Nel 2015 con la Nazionale Under-20 messicana ha disputato il Campionato nordamericano Under-20 ed il Mondiale Under-20.
Il 16 dicembre 2023 esordisce in nazionale maggiore nell'amichevole persa in casa contro la Colombia (2-3).

## Palmarès

### Nazionale
- Campionato CONCACAF Under-20: 1

2015